# سید شمس‌الدین حسینی
سید شمس‌الدین حسینی (زادهٔ ۲۲ شهریور ۱۳۴۶) سیاستمدار، اقتصاددان، استاد دانشگاه و کشتی‌گیر سابق ایرانی است. او هم‌اکنون نماینده مردم تنکابن، رامسر و عباس‌آباد در مجلس شورای اسلامی ایران و رئیس کمیسیون اقتصادی این مجلس است. حسینی در فاصله سال‌های ۱۳۸۷ تا ۱۳۹۲ وزیر امور اقتصادی و دارایی ایران بود.
حسینی در دوره‌ یازدهم مجلس از طراحان اصلی دو طرح مهم و ملی تسهیل صدور مجوزهای کسب و کار و همچنین تأمین مالی تولید و زیرساخت‌ها بود. طرح‌های دیگری مورد پیگیری وی شامل طرح تجارت مرزنشینان، حمایت از کارخانجات و واحدهای صنعتی و تولیدی، شفافیت قوای سه‌گانه و دستگاه‌های اجرایی، انتقال آب دریا به استان سیستان و بلوچستان و اصلاح قانون ممنوعیت به‌کارگیری بازنشستگان برای کاهش این محدودیت بوده است. او در این دوره عضو کمیسیون برنامه و بودجه و محاسبات، رئیس کمیسیون جهش و رونق تولید و نظارت بر اجرای اصل ۴۴ قانون اساسی و رئیس کمیسیون تلفیق بودجه مجلس بود. حسینی در دور دوازدهم انتخابات مجلس با کسب ۴۵٬۳۹۸ رأی از مجموع ۷۰٬۷۹۳ رأی مأخوذه، به عنوان نماینده مردم رامسر، تنکابن و عباس‌آباد در مجلس شورای اسلامی ایران رای اعتماد دوباره گرفت. در این دوره وی کاهش نرخ پرداخت مالیات اشخاص و مخصوصا بر بنگاه‌های تولیدی در کنار گسترش دامنه مالیات دهندگان را مورد پیگیری قرار داد. در این راستا در بودجه ۱۴۰۴ با پیگیری کمیسیون اقتصادی مجلس، معافیت مالیاتی حداقل حقوق بگیران دو برابر شد و مالیات بر سود شرکت‌ها از ۲۵ به ۲۰ درصد کاهش یافت.
او بعد از دوره وزارت در سال ۱۳۹۲ برای تدریس به دانشگاه علامه طباطبایی رفت و عضو در هیئت علمی این دانشگاه است و در کنار آن در دانشگاه‌های مختلف به تدریس در مقاطع گوناگون پرداخت. وی از سال ۱۳۹۲ ریاست گروه منابع و اقتصاد دفاع دانشگاه و پژوهشگاه عالی دفاع ملی و تحقیقات راهبردی و ریاست هیئت مدیره انجمن علمی اقتصاد دفاع را بر عهده داشت.

## تحصیلات
- کارشناسی اقتصاد بازرگانی از دانشگاه علامه طباطبائی (۱۳۶۸)
- کارشناسی ارشد علوم اقتصادی از دانشگاه تهران (۱۳۷۱)
- دکترای اقتصاد در بخش عمومی و بین‌الملل از دانشگاه آزاد اسلامی واحد علوم و تحقیقات تهران (۱۳۸۲)

## پیشینهٔ اجرایی
- مدیر کل حوزه ریاست و بین‌الملل سازمان برنامه و بودجه کشور (۱۳۷۴ تا ۱۳۷۷)
- هماهنگ‌کننده ملی پروژه‌های دفتر عمران سازمان ملل متحد (UNDP)، جاییکا و کوییکا در جمهوری اسلامی ایران و امور اکو (ECO)؛ (۱۳۷۵ تا ۱۳۷۷)[۱۰]
- دبیر کمیسیون‌های مشترک همکاری ایران با کشورهای کره جنوبی و مالزی در سازمان برنامه و بودجه کشور (۱۳۷۵ تا ۱۳۸۱)
- مدیر کل دفتر بین‌الملل و روابط عمومی وزارت نیرو و دبیر کمیسیون مشترک ایران و قطر در این وزارتخانه (۱۳۷۷ تا ۱۳۸۱)
- مدیرکل دفتر مطالعات اقتصادی وزارت بازرگانی (۱۳۸۱ تا ۱۳۸۷)
- نایب رئیس کمیته برنامه‌ریزی توسعه صادرات وزارت بازرگانی (۱۳۸۱ تا ۱۳۸۴)
- نماینده وزارت بازرگانی در کمیسیون تخصصی شورای بورس تهران (۱۳۸۵ تا ۱۳۸۷)
- عضو کمیسیون فرعی شورای پول و اعتبار (۱۳۸۵ تا ۱۳۸۷)
- معاونت وزیر کار و رفاه اجتماعی (۱۳۸۷)
- وزیر امور اقتصادی و دارایی در دولت نهم و دهم جمهوری اسلامی ایران (۱۳۸۷ تا ۱۳۹۲)[۱۱]
- رئیس گروه منابع و اقتصاد دفاع دانشگاه و پژوهشگاه عالی دفاع ملی و تحقیقات راهبردی (۱۳۹۲)
- نماینده مردم رامسر، تنکابن و عباس‌آباد در دور یازدهم مجلس شورای اسلامی (۱۳۹۸ تا ۱۴۰۳)[۱۲]
- نماینده مردم رامسر، تنکابن و عباس‌آباد در دور دوازدهم مجلس شورای اسلامی (۱۴۰۳ تا …)[۱۳]

## ارائه طرح تحول اقتصادی و هدفمندسازی یارانه‌ها
در انتخابات ریاست جمهوری ۱۳۸۴ یکی از کاندیداها (مهدی کروبی) وعده یارانه ۵۰ هزار تومانی را مطرح کرد ولی کاندید دیگر که سخن از «آوردن پول نفت بر سر سفرهٔ مردم» می‌زد (احمدی‌نژاد) پیروز شد. در این دوره که شمس الدین حسینی با حفظ سمت در دولت جدید در وزارت بازرگانی مشغول به کار بود، به این فکر افتاد که می‌شود قیمت حامل‌های انرژی را اضافه کرد و به جای یارانهٔ غیر مستقیم، یارانهٔ نقدی و مستقیم پرداخت و به این فکر افتاد که این ایده را با هدف‌مندی مورد نظر استاد راهنمای خود در دوره دکتری، جمشید پژوهان درآمیزد. وی در دیداری با احمدی‌نژاد که شمس‌الدین حسینی از طرف وزارت بازرگانی در آن حضور داشت، دربارهٔ طرحی به عنوان طرح تحول اقتصادی گفت و گو کرد و پس از آن به جلسات اقتصادی سه شنبه‌های هیئت دولت راه یافت. در این دوره داود دانش‌جعفری وزیر اقتصاد بود. بعد از ۳ سال از وزارت وی، اختلافات در تیم اقتصادی دولت منجر به استعفای دانش جعفری شد و حسین صمصامی به عنوان سرپرست وزارت اقتصاد انتخاب شده بود. در این زمان شمس الدین حسینی در دیدار دوم خود با احمدی‌نژاد که شامگاه یک روز جمعه انجام شد، صریح و روشن اعلام کرد می‌تواند طرح یارانه نقدی ۵۰ هزار تومانی کروبی و ایده‌های استاد دوره دکترایش (جمشید پژویان) را درهم آمیزد و طرح هدفمند سازی یارانه‌ها را به عنوان یکی از ۷ جزء طرح تحول اقتصادی به اجرا گذارد. رئیس‌جمهور نیز با استقبال از این طرح، درخواست کرد که بیشتر روی این طرح کار شود.

## دوران وزارت

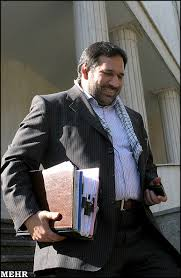
خروج حسینی از جلسه هیئت دولت - آذر ۱۳۸۷

حسینی در دولت نهم دبیر کارگروه تحول اقتصادی دولت بود که سال ۱۳۸۷ با هدف اصلی اجرای طرح تحول اقتصادی توسط رئیس جمهور احمدی‌نژاد به عنوان وزیر پیشنهادی وزارت امور اقتصادی و دارایی به مجلس معرفی شد معرفی شد. او در جلسه ۱۵ مرداد ۱۳۸۷ مجلس با ۲۱۸ رای موافق از ۲۷۱ رای ماخوذه از نمایندگان رای اعتماد گرفت و به عنوان وزیر کار خود را شروع کرد.
نخستین اقدام مهم، اجرای قانون مالیات بر ارزش افزوده بود که به دنبال تامین مالی دولت با مالیات بر مصرف به‌جای افزایش مالیات بر درآمد که در این دوره از اقشار محدودی از حقوق بگیران عمدتا دولتی یا صنایع گرفته می‌شد. اجرای این تحول بزرگ در ساختار مالیاتی کشور حاشیه‌های سیاسی و صنفی زیادی داشت. برخی از چهره‌های سیاسی و اقتصادی برای جلوگیری یا به تعویق افتادن آن تلاش کردند و برخی اصناف اصفهان و تهران اعتصاب کردند ولی با همراهی نکردن رئیس جمهور با ایده ارائه لایحه توقف اجرا و حمایت از توقف کوتاه اجرای طرح در بخش مالیات اصناف، بعد از مذاکره تیم اقتصادی دولت با اصناف و اصلاحات جزئی، طرح توسط به تدریج اجرا شد. این قانون در سال ۱۳۸۱ به مجلس ارائه شده بود و با پیگیری دولت نهم و کمیسیون‌های مجلس در اردیبهشت ۱۳۸۷ به تصویب مجلس رسید و در نهایت در سال ۱۳۸۸ اجرای کامل شد. تجربه موانع اجرایی قانون مالیات بر ارزش افزوده کمک زیادی به تیم اقتصادی دولت در اجرای صحیح طرح مرحله اول طرح هدفمند کردن یارانه‌ها کرد.
در سال ۱۳۸۸ دو واقعه مهم منفی هم در اقتصاد ایران رخ داد که یکی کاهش قیمت نفت و دیگری عدم اطمینان فعالان اقتصادی بخاطر اعتراضات و هرج‌ومرج‌ها بعد از انتخابات این سال بود که عده‌ای با دیدن ناامنی و اغتشاش در تصمیم‌گیری‌های اقتصادی خود دچار تردید شدند. بعد از این سال به بهانه مسائل مربوط به انتخابات این سال و مسائل حقوق بشری دولت آمریکا سعی در ایجاد هماهنگی بین کشورها برای تحریم ایران کرد و تحریم‌های بسیاری با این عناوین علیه اقتصاد ایران وضع شد.
از جمله طرح‌های دیگر اجرا شده در این دوره در وزارت اقتصاد، اجرای قانون هدفمند کردن یارانه‌ها، طرح توزیع سهام عدالت در میان ۶ دهک پایین درآمدی، تأمین مالی نهضت ملی مسکن مهر، قانون سیاست‌های کلی اصل ۴۴، اجرای لایحه اصلاح قانون گمرکی، لایحه اصلاح نظام مالیاتی و همچنین اصلاح اساسنامه جامع حسابداران برای افزایش شفافیت در اقتصاد بود. خود حسینی چهار کار مهم وزارت اقتصاد در این دوره را طرح هدفمند کردن یارانه‌ها، اجرای قانون بازار سرمایه و اصلاح ساختار آن، سهام عدالت و مسکن مهر می‌داند.
حسینی در این دوره در هنگام خانه نشینی رئیس‌جمهور احمدی‌نژاد و برخی نزدیکان او در فروردین ۱۳۹۰، به انجام مسئولیت ادامه داد و از ناگاه‌ها غایب نشد.

### طرح هدفمند سازی یارانه‌ها
در سال ۱۳۸۹ طرح هدفمند سازی یارانه‌ها اجرا شد. حسینی دربارهٔ زمان مورد نیاز برای نوشتن لایحه در مصاحبه‌ای درسال ۱۳۹۵ می‌گوید: «برای طراحی لایحه، هزاران ساعت کار کارشناسی صورت گرفته بود. بعد از اتمام این جلسات، جهت‌گیری‌ها و نتایج در قالب متن، در دو جلسه چهارساعته تدوین و نوشته شد. متن هم در کارگروه بند به بند قرائت و تصویب شد. بعد از آماده شدن متن لایحه نیز چیزی حدود ۱۰۰ جلسه در کمیسیون‌ها در مجلس بر روی آن بحث شد.» او در ادامه گریزی هم به مسئله یارانه در دولت‌های پیشین می‌زند: «اگر قرار بود روش اجرایی ما مانند دولت‌های گذشته باشد، اجرای این طرح با موفقیت همراه نمی‌شد. به هر حال ما از طرح ناکام حذف یارانه‌ها یا اصلاح قیمت گندم (آرد و نان) در دولت آقای خاتمی و یارانه مرغ و تخم‌مرغ (در دولت آقای هاشمی‌رفسنجانی) تجربیات ارزنده‌ای گرفته بودیم. حتی در دولت یازدهم دیدیم که در مقطعی قیمت برق افزایش یافت و به دلیل عدم برنامه‌ریزی مناسب، یک تنش در کشور ایجاد گردید و بعد از مدتی قیمت‌ها دوباره به دستور آقای روحانی به شرایط قبلی برگشت.»
کارنامه هدفمندی، یک سال پس از اجرای آن، یعنی در سال ۱۳۹۰ بدین صورت بود که طبق آمارهایی که در سال ۱۳۹۳ منتشر شد، رشد اقتصادی در سال ۱۳۹۰ به میزان ۵٪ اعلام شده. این رشد با وجود این بود که قیمت حامل‌های انرژی چند برابر شد، قاچاق آرد و بنزین صفر شد، توزیع درآمد بهبود چشمگیری پیدا کرد، رشد مصرف حامل‌ها و آرد و نان بهینه شد، شاخص بورس افزایش یافت و همچنین در نتیجه اجرای این اقدامات هفت ۷٪ بالا رفت.

### استیضاح
بعد از رخ دادن اختلاس ۳ هزار میلیارد تومانی در پرونده صادرات نفت بابک زنجانی، استیضاح سید شمس‌الدین حسینی، وزیر اقتصاد دولت دهم در تاریخ سه‌شنبه ۱۰ آبان ۱۳۹۰ در مجلس اعلام وصول شد. او با بیان اینکه فرد باتجربه‌ای پرونده مفسده اخیر را رسیدگی می‌کند، گفت: «من در مقابل فساد مالی اخیر مسئولم اما مجرم نیستم» و ادامه داد: «اگر عذرخواهی من مردم را تسکین می‌دهد من از مردم و نمایندگان مردم پوزش می‌خواهم … اگر من در این جرم تقصیر کردم مرا به چنگال عدالت بسپارید ولی خواهش می‌کنم صبوری کنید.» او بیان می‌کند که شخصاً آگاه به رخ دادن این جرم نبوده و در ادامه بیان می‌کند «من به این دلیل از مسئولیتم استعفا ندادم چون این تخلف ۳۰۰۰ میلیارد تومانی در زمان مسئولیت من انجام شده و باید مسئولانه برای جبران آن تلاش کنم.»

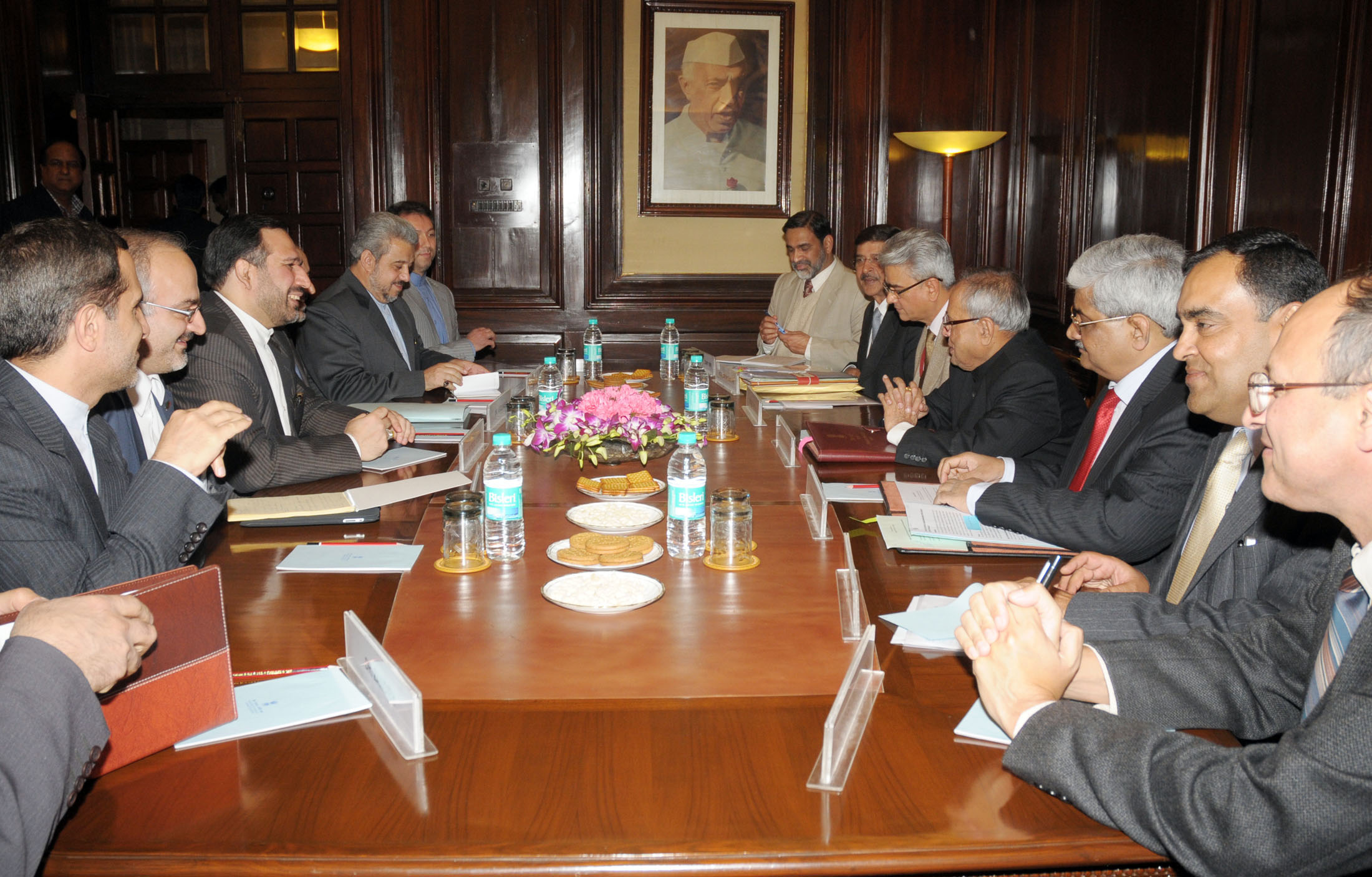
دیدار شمس الدین حسینی، وزیر امور اقتصادی و دارایی ایران و هیئت همراه با پراناب موکرجی، وزیر دارایی هند - بهمن ۱۳۸۹

از مجموع ۲۴۵ نماینده حاضر در این جلسه، ۲۴۴ نفر در رای‌گیری شرکت کردند، ۱۴۱ نماینده به این استیضاح رای مخالف دادند، ۹۳ نفر هم موافق استیضاح بودند و ۱۰ نفر هم ممتنع دادند و بدین ترتیب او توانست رای اعتماد دوباره مجلس را بگیرد.

### تحریم نفت و بانک مرکزی
وی در بهمن ماه سال ۱۳۹۹ دربارهٔ وقایع اقتصادی دو سال آخر دولت احمدی‌نژاد می‌گوید که حتی کارشناسان بانک مرکزی می‌گفتند بانک مرکزی مستقل از دولت است و امکان ندارد تحریم شود … قیمت ارز نیز مانند هر کالای دیگر تابع عرضه و تقاضاست. در این دوران و بعد از تحریم بانک مرکزی صادرات نفت از ۲٫۴ میلیون بشکه نفت به حدود ۱٫۴ میلیون بشکه کاهش یافت و عرضه ارز در بازار را کاهش داد. از طرف دیگر ما بالاترین ذخایر ارزی تا آن زمان را داشتیم که بیش از ۱۰۰ میلیارد دلار بود، ولی مشکل این بود که نمی‌توانستیم این ارزها را جابجا (و تبدیل) کنیم. او دربارهٔ منفی شدن رشد اقتصادی در این دو سال می‌گوید که در این دو سال صادرات نفت کشور ۴۰٪ کاهش پیدا کرد و صادرات آن بیشتر از این بود. از آنجا که ۲۵٪ تولید ناخالص داخلی کشور ناشی از تولید نفت بود، این به معنای کاهش ۱۰٪ حجم اقتصاد است؛ یعنی اگر در سال آخر رشد اقتصادی (غیر از نفت) برابر مثبت ۴٪ بود، این کاهش تولید نفت رشد اقتصادی آن سال را منفی ۶٪ کرد.
او دلیل آسیب‌های شدید به اقتصاد در نتیجه تحریم‌ها در دو سال آخر دولت دهم را این می‌داند که ساختارهای طرح‌ریزی شده اقتصاد کشور برای مقابله با تحریم مستحکم نبوده و باعث تأثیر شدید تحریم‌ها بر آن شده.

### تشدید تحریم‌ها و بحران ارزی
در سال ۱۳۹۰ دولت آمریکا و غرب فشارهای اقتصادی بر ایران را افزایش دادند و دولت آمریکا سعی کرد با تحریم خرید نفت ایران، صادرات این محصول را مرحله به مرحله کاهش داده و متوقف کند. در چنین شرایطی در بهمن ماه سال ۱۳۹۰ محمود بهمنی، رئیس بانک مرکزی اعلام کرد سیاست تثبیت ارز روی نرخ مشخص ۱۲۲۶ تومانی شروع شده و تمام حواله‌ها و واردات کالاها با این نرخ انجام می‌شود و کلا از بازار فرعی (بازار آزاد ارز) صرف نظر کرده‌اند و خود بانک مرکزی به صورت مستقیم تخصیص ارز را انجام می‌دهد.
در چنین شرایطی دولت آمریکا در اوایل سال ۱۳۹۱ برای اولین بار به شکل بی‌سابقه‌ای از ابزار دلار و سهم بالای آن در تراکنش‌های بانکی استفاده و بانک مرکزی ایران را تحریم کرد. تحریم بانک مرکزی و همراهی آن با سیاست پولی نامناسب سال‌های گذشته و پاسخ نامناسب این نهاد به این شوک وارد شده به بازار (با ارزپاشی زیر قیمت بازار آزاد و هجوم افراد به این بازار برای دلالی و سودجویی) باعث سقوط شدید ارزش ریال و فاصله گرفتن قیمت آن از نرخ اعلامی بانک مرکزی شد. اگرچه مدیریت بازار ارز و تنظیم تورم از وظایت بانک مرکزی است و در این دوره بانک مرکزی ایران به ریاست محمود بهمنی از استقلال بالایی نیز برخوردار بود، ولی از آنجا که در این دوره افزایش قیمت ارز در نتیجه تحریم‌های خارجی رخ داده بود، وزارت اقتصاد نیز در مقابله با اثرات تحریم‌ها مسئول بود. کارشناسان بانک مرکزی بیان می‌کردند امکان تحریم این نهاد وجود ندارد و این اطلاعات را به مسئولان ارشد کشور داده بودند و آن‌ها را به اشتباه انداختند. در این زمان وزارت اقتصاد و شخص شمس‌الدین حسینی مخالف سیاست بانک مرکزی وقت در مواجهه با تحریم‌ها در چند نرخی کردن ارز و تلاش برای اجرای دوباره سیستم تخصیص ارز دهه ۶۰ برای کنترل قیمت و تورم بودند، ولی وقتی تصمیم این نهاد بر این شد و رئیس‌جمهور وقت تشخیص داد نهاد تخصصی بانک مرکزی است و اگر تصمیمی گرفته باید بتواند اجرایش کند، کمک کردند کارها پیش برود. حسینی در مورد سیاست تثبیت روی نرخ دلار ۱۲۲۶ تومانی می‌گوید: «بنده ازجمله افرادی بودم که گفتم این روش مداخله بانک مرکزی درست نیست.» در نهایت بعد از چند ماه اعضای تیم اقتصادی دولت و مخصوصاً مسئولان بانک مرکزی وقت اجماع حاصل کردند در شرایطی که تحریم‌های بی‌سابقه بانکی و نفتی نااطمینانی اقتصادی به آینده نرخ ارز ناشی از تصمیمات سیاسی ایجاد کرده، نظام شناور ارزی و بازار است که می‌تواند نااطمینانی‌های آحاد جامعه اقتصادی به آینده نرخ ارز و نحوه تعیین آن را کاهش داده، انتظارات در این بازار شکل گرفته و مدیریت شود و نه تخصیص ارز مدل دهه شصتی با نرخ‌های متعدد ترجیحی و نرخ آزادی که پرواز می‌کند. درنتیجه، از میانه سال ۱۳۹۱ فرایند یکسان‌سازی نرخ ارز را در دستور کار قرار دادند.
در آن مقطع زمانی تلاش‌های بسیاری در وزارت اقتصاد برای توسعه تجارت خارجی با کشورهای غیر غربی، دور زدن تحریم‌ها، توسعه روابط بانکی دو جانبه، مخصوصاً با کشور چین و ساختارهای موازی غیر بانکی فروش نفت شد که نتایج موفقی در هر کدام از این تلاش‌ها داشت. شمس الدین حسینی دو سال بعد از اتمام دوره وزارت در این باره به مجلهٔ تجارت فردا گفت «شوک ۱۳۹۱ (به اقتصاد) به قدری شدید بود که دربارهٔ ۱۳۹۱ هیچ‌گاه (در آن دوره) آماری ارایه نکردم.»
این بحران اقتصادی به مدت بیش از یک سال ادامه داشت و قیمت هر دلار به بیش از ۳٬۵۰۰ تومان رسید. در این شرایط در اواخر سال ۱۳۹۱ بانک مرکزی از سیاست تثبیت قیمت ارز روی نرخ ۱٬۲۲۶ تومانی عقب‌نشینی کرد و با یک برنامه حذف مرحله به مرحله که اولویت آخر به کالاهای غذایی وارداتی بود، به سیاست بازار گردانی ارز و سیاست ارز شناور مدیریت شده بازگشت و ظرف چند ماه تا اردیبهشت ماه ۱۳۹۲ تخصیص ارز ۱٬۲۲۶ تومانی متوقف شد.

#### سؤال از وزیر
حذف تدریجی تخصیص ارز ۱٬۲۲۶ تومانی در اواخر سال ۱۳۹۱ باعث شد نمایندگان مجلس برای پاسخگویی به سؤال‌ها در این زمینه وزیر اقتصاد را به مجلس فرا بخوانند. در این جلسه وی بعد از ارائه توضیحاتی در مورد مسائل ارزی کشور، ضمن ابراز بی اطلاعی نسبت به میزان تزریق ارز به بازار ارز کشور و نقل و انتقالات آن بیان کرد که مسائل ارزی و تعیین مقررات مربوط در حیطه وظایف وزارت اقتصاد نیست و با توجه به تعریف وظایف انجام شده و استقلال بانک مرکزی در قانون، وزارت اقتصاد حق دخالت در امور ارزی را ندارد. اگرچه این توضیحات حسینی باعث شد رای اعتماد نمایندگان را بگیرد، ولی حواله دادن مسئولیت به بانک مرکزی باعث شد جلسه سؤال از رئیس بانک مرکزی در هفته بعد برگزار شود.

### مقابله با تحریم‌ها
وی در بهمن ماه سال ۱۳۹۹ در گفتگویی در برنامه تلویزیونی جهان آرا بیان می‌کند، با توجه به اینکه طرف غربی نهادهای مشخصی برای طراحی تحریم‌ها و ضربه هدفمند با تحریم وجود داشت و ساختارهای اقتصاد ایران برای مقابله با تحریم طراحی نشده و با ابزارهای چنین ساختاری نمی‌توان با تحریم‌ها و نهادیی مثل اوفک مقابله کرد، به همین منظور از سال ۱۳۸۴ پیشنهاد شده بود که ستادی برای این منظور به اسم ستاد تدابیر ویژه دولت تشکیل شود و بیشتر معاونت اجرایی رئیس‌جمهور کارها را پیگیری می‌کرد که بعداً با تشدید تحریم‌ها جلسات این ستاد به صورت منظم توسط معاون اول برگزار و رئیس‌جمهور و اعضای تیم اقتصادی دولت در آن نقش کلیدی داشتند. وی در اشاره به اقدامات انجام شده در این ستاد برای مقابله با تحریم‌ها، تحریم بنزین را مثال می‌زند و می‌گوید یکی از جاهایی بود که می‌خواستند با تحریم آن کشور را زمین گیر کنند و دو اقدام برای مقابله با این نقطه ضعف صورت گرفت که که به گفته ایشان در آن زمان به شکل عجیبی این دو اقدام مورد هجمه شدید رسانه‌ای (در داخل کشور) قرار گرفت. یکی از این اقدامات افزایش تولید بنزین با ساخت پالایشگاه‌های جدیدی مثل ستاره خلیج فارس بود که ۹۰٪ فرایند ساخت آن تا پایان دولت دهم تکمیل شد و دیگری مدیریت مصرف با طرح هدفمند سازی یارانه‌ها بود. وی می‌گوید خانم کلینتون بعداً جایی گفت که ما می‌خواستیم بنزین ایران را تحریم کنیم ولی آن‌ها با طرح هدفمند سازی یارانه‌ها این طرح ما را منتفی کردند.
او می‌گوید اقدام دیگر انجام شده توسط این ستاد، افزایش تولید پروتئین و گوشت در کشور برای مقابله با تحریم‌های این حوزه بود. به این صورت که بخشی از منابع صندوق توسعه ملیِ به صورت ریالی را به شکل مدیریت شده توسط بانک کشاورزی و مدیریت اجرایی وزارت جهاد کشاورزی استان‌ها به تولید این کالاها تخصیص دادیم و موفق شدیم به سرعت تولید این بخش را افزایش دهیم. وی به عنوان مثال می‌گوید جهش تولید مسکن بعد از تشدید تحریم‌ها بود و این رویداد به این دلیل بود که داشت کار صورت می‌گرفت و اگر تحریم جدید در جایی مثل بازار کالا روی گٌرده مردم فشار می‌آورد، سعی می‌شد در بازار دیگری به اسم بازار مسکن این فشار تا حدودی گرفته شود.
وی در مورد کارهای دیگری که برای مقابله با تحریم انجام شد می‌گوید: «ما متوجه شدیم که نیاز داریم سامانه‌های تجاری ما، یعنی به صورت مشخص سامانه واردات و صادرات و ثبت سفارش، با سامانه‌های گمرکی ما، یعنی ورود و خروج کالا و سامانه ارزی و بانکی ما به هم متصل شوند. برای این منظور مرکزی درست کردیم به اسم مرکز مبادله ارزی. جالب اینکه بعد از تغییرات دولت یکی از جاهایی که تعطیل شد همین مرکز مبادله بود و بعدها هیچ تلاش موفقی که یک چیزی جایگزین آن شود نشد.» وی در ادامه مثال‌هایی از سرقت‌ها و فسادها در نتیجه نبود این سامانه در دوره‌ها و تحریم‌های دولت‌های بعد می‌زند و وی می‌گوید: «اگر ما موفق شدیم (در سال آخر دولت دهم) بازار ارز را کنترل کنیم، به این دلیل بود که توانستیم یک اشراف اطلاعاتی (اطلاعات اقتصادی) و یک اشراف اجرایی با وصل کردن سامانه‌های اطلاعاتی و وصل کردن حلقه ثبت سفارش، تخصیص ارز و ورود و خروج کالا به کشور برقرار کنیم.
حسینی می‌گوید در این دوره برای سوخت، سیستم حمل و نقل، غذا و … برنامه برای مقابله با تحریم وجود داشت. همچنین اشاره می‌کند آن چیزی که در این دوران خستگی را روی تن می‌گذاشت، و امروز خدا را شکر می‌کنیم پیش مردم رو سفیدیم، این بود که منصفانه نمره داده نمی‌شد و قضاوت نمی‌شد. وی می‌گوید که نگران این است که چرا از تجارب خوبی که در این مورد گرفته شد (در دوره‌ها و تحریم‌های بعد) بهره گرفته نشد.

## نمایندگی مجلس

### دوره یازدهم
حسینی در دوره یازدهم انتخابات مجلس با کسب ۴۴٬۹۷۳ رای به عنوان نماینده مردم رامسر، تنکابن و عباس‌آباد در مجلس شورای اسلامی ایران انتخاب شد. او در ۴ سال این دوره از مجلس عضو کمیسیون برنامه و بودجه و محاسبات، رئیس کمیسیون تلفیق بودجه و همچنین رئیس کمیسیون جهش و رونق تولید و نظارت بر اجرای اصل ۴۴ قانون اساسی بود. در این دوره او از طراحان اصلی دو طرح مهم و ملی تسهیل صدور مجوزهای کسب و کار و طرح تأمین مالی تولید و زیرساخت‌ها بود.
طرح‌های دیگر مورد پیگیری وی در مجلس یازدهم طرح تجارت مرزنشینان، حمایت از کارخانجات و واحدهای صنعتی و تولیدی، شفافیت قوای سه‌گانه و دستگاه‌های اجرایی، انتقال آب دریا به استان سیستان و بلوچستان و اصلاح بندهایی از قانون ممنوعیت به‌کارگیری بازنشستگان بوده است.

### دوره دوازدهم
حسینی در دور دوازدهم انتخابات مجلس شورای اسلامی با کسب ۴۵٬۳۹۸ رأی از مجموع ۷۰٬۷۹۳ رأی مأخوذه، به عنوان نماینده مردم رامسر، تنکابن و عباس‌آباد در مجلس شورای اسلامی ایران رای اعتماد دوباره گرفت.
او بعد از شروع مجلس دوازدهم و در گفتگو با رسانه فردای اقتصاد با بیان اینکه خروجی مجلس باید بهبود روزگار و رفاه مردم باشد، دربارهٔ نقطه آسیب احتمالی مجلس دوازدهم گفت: نخستین دغدغه‌ای که دارم این است که مبادا چالش جریان‌های سیاسی و اینکه افراد در چه جایگاهی قرار بگیرند، بر اصل موضوع؛ یعنی حل مشکلات اقتصادی مردم غالب شود. وی تأکید کرد: در مجلس یازدهم دغدغه کمتری دربارهٔ جایگاه افراد وجود داشت و دغدغه مجلس بیشتر حل مشکلات بود که به تصویب قوانین و مقررات خوبی در عرصه اقتصاد مانند قانون تسهیل صدور مجوزهای کسب و کار منجر شد. وی به منتخبان جدید مجلس توصیه کرد که حل مسائل اقتصادی را در اولویت قرار دهند.

## دیدگاه‌های شاخص
او در مصاحبه‌ها کمتر به موضوعات سیاسی می‌پردازد و نظرات وی بیشتر در مورد مسائل اقتصادی، اجتماعی و ورزشی است.
او در انتخابات ریاست جمهوری سال ۱۴۰۰ نامزد شد و در ایام بررسی صلاحیت نامزدها به بیان نظرات و برنامه‌های اقتصادی خود می‌پردازد.

### اصلاح ساختار دولت برای ایجاد دولت چابک
حسینی در طرح خود برای ایجاد دولت چابک می‌گوید که در قانون اساسی ایران آمده که تأمین نیازهای اساسی بر عهده دولت است و این کلمه «تأمین» در اقتصاد بخش عمومی مترادف provision (تدارک) است، ولی در طول زمان دولت‌ها در ایران به‌جای «تأمین نیازها» کار تولیدکننده این نیازها را انجام داده‌اند. وی در ادامه با ذکر چند مثال می‌گوید:
وقتی به وزارت ورزش و جوانان می‌رویم، می‌بینیم شرکت ساخت ابنیه ورزشی داریم، وقتی به وزارت بهداشت می‌رویم، می‌بینیم شرکت ساخت بیمارستان داریم. می‌رویم در وزارت راه و شهرسازی و می‌بینیم شرکت برای ساخت راه‌ها داریم؛ یعنی وزارت خانه‌هایی که باید کار حاکمیتی کنند، چابک باشند و خدمات را از مردم خریداری کنند تا اقتصاد مردمی رونق پیدا کند، خودشان شده‌اند پیمانکار. حال وقتی خودشان شده‌اند پیمانکار، اصلاح ساختار بودجه هم خیلی مشکل می‌شود.
وی در ادامه می‌گوید: «ساختار بودجه چند سطح دارد. یکی از آن‌ها اصلاح نهادی آن است و ما باید بدانیم که دولت هدایتگر و تسهیل‌گر هستیم یا دولت پیمانکار و مزاحم … این مسئله اسلاح نهادی و نظام حکمرانی است»

#### نهادهای حاکمیتی و نظامی دارای فعالیت اقتصادی
وی در پاسخ به اینکه نهادهای حاکمیتی و نظامی دخیل در اقتصاد، برای اقتصادمفید یا مضر هستند بیان می‌کند: همان قانون اساس که می‌گوید وظیفه دولت‌ها «تأمین نیازهای اساسی است»، در همان‌جا گفته که در زمان صلح نیروهای مسلح باید از امکاناتشان در جهت سازندگی کشور استفاده کنند، منوط به اینکه به بنیه دفاعی لطمه نخورد. اگر مثلاً قرارگاه خاتم الانبیا بخواهد اثر مزاحم در اقتصاد ایران ایجاد کند، من هم موافق نیستم ولی اگر قرارگاه خاتم برورد به سمت آن اتفاقی که در اقتصاد چین افتاد (موافق هستم). شاهد هستید که بخش بزرگی از شرکت‌های بزرگ پیمانکاری چینی که در خود ایران و در اقصی نقاط دنیا دارند برای چین تولید درآمد می‌کنند از دل نیروهای مسلح این کشور خارج شده‌اند. وی در مورد اولویت بندی حضور این شرکت‌ها در پروژه‌ها می‌گوید: «به‌طور کلی یک اصل در اقتصاد بخش عمومی داریم که در فعالیت‌های غیر حاکمیتی مقدم (برای پیمانکاری) بخش غیردولتی است.

### تحریم‌ها و مذاکرات هسته‌ای
وی دربارهٔ نحوه اثر تحریم‌ها بر اقتصاد معتقد است که مثل یک راه بندان و تخریب راه در مسیر تأمین یک کالا عمل می‌کند، پس دولتی که می‌داند این اتفاق می‌افتد باید از قبل پیش‌بینی‌های لازم و مسیرهای جایگزین تجارت برای کاهش اثر تحریم‌ها انجام دهد. به گفته حسینی مذاکره یک کشور در فضای بین‌الملل بر سر یک موضوع یعنی «عمق دانایی و قدرت تجزیه و تحلیل اطلاعات، منطق و قدرت استدلال و همچنین مهم‌تر از همه ساخت درونی قدرت و استحکام آن» و با این عوامل نتایج مذاکره معلوم می‌شود.

### خروج آمریکا از برجام و ماهیت توافق برجام
حسینی در ادامه تشریح ماهیت تحریم‌ها می‌گوید: اگر کسی بگوید خروج ترامپ از برجام اثری روی قیمت ارز نداشته قطعاً کار غیرکارشناسی زده، اما ماجرا ادامه دارد و این سؤال مطرح می‌شود که مگر تحریم‌های الان (تحریم‌های آمریکا بعد از ۹۷) سنگین‌تر از تحریم‌های اول دهه ۹۰ است؟ پس (اگر گفته شود بوده) این نشان می‌دهد سیاست خارجی شما ناموفق بوده … و این با وجود امتیازات سنگین و آورده ناچیز بوده، به طوری که بعد از برجام هیچ‌وقت تبادلات بانکی عادی و سوئیفت به صورت عادی برای ایران باز نشد. وی بیان می‌کند: در شرایط عکس اگر گفته شود که تحریم‌های الان (۹۷ به بعد) سنگین‌تر از اوایل دهه ۹۰ نبوده، پس این سؤال پیش می‌آید که چرا از تجربه انجام شده استفاده نکردید و وضع تورم، بازار ارز و رشد اقتصادی چنین است.

#### اشکالات مذاکرات برجام و توافق
حسینی معتقد است که رئیس‌جمهور روحانی در تیم مذاکراتی که چید از افرادی که دانش و تجربه لازم در اینکار را داشتند استفاده نکرد؛ مثلاً کسی که بداند تحریم‌های وضع شده در چه حوزه‌ای بود و تحریم اولیه و ثانویه چه هستند و چگونه به هم بافته شده‌اند. وی بیان می‌کند کسانی از کارشناسان دولت‌های قبل به تیم مذاکره کننده هشدار دادند که شما حتماً باید حل مسئله باز شدن سوئیفت (یک سامانه نقل و انتقال بانکی) را در توافق حل کنید، در غیر این صورت با مشکل مواجه می‌شوید ولی در برجام تحریم یو ترن یا گردش دلار (که از تحریم‌های اولیه بود) رفع نشد و امکان مبادلات بانکی را از ایران گرفت که این بعد از امضای برجام (برای تیم مذاکره کننده) مشخص شد.
او اشاره می‌کند که: تیم مذاکره کننده باید می‌دانست نمی‌تواند تحریم‌های ثانویه آمریکا را از اولیه را جدا کند ولی رفتند و گفتند آن‌ها تحریم‌های ثانویه را لغو می‌کنند ولی تحریم‌های اولیه را لغو نمی‌کنند. ولی تحریم اولیه را لغو نکردند یعنی تحریم دلار باقی ماند و نتیجه آن این بوده که آقای سیف، رئیس بانک مرکزی می‌گوید نتایج برجام برای ما (بانک مرکزی ایران) تقریباً هیچ بود.
وی در این باره با ذکر تجربه خود در این زمینه می‌گوید: «در زمانی که برجام در شرف تفاهم بود، دوستی از مسئولان بانک مرکزی در زمان دولت یازهم به دیدار ما آمد و من از او خواستم این گزارش ما دربارهٔ تحریم‌ها که در مرکز تحقیقات راهبردی دفاعی تهیه شده را به آقای سیف برسانید و به او بگویید که اگر همه خوشبین هستند (به برداشتن تحریم‌ها با این شیوه مذاکره) تو بدبین باش». حسینی در ادامه می‌گوید: «این فرد یک سال بعد از اجرای برجام به پیش ما آمد و گفت تقریباً همه تحلیل‌های شماها درست از آب درآمد. ما (حسینی و همکاران) در آن تحلیل گفته بودیم که مثلاً باید تحریم یو ترن (گردش دلار) و غیره در برجام حل شود.»

### مسکن مهر
حسینی در اردیبهشت ۱۴۰۰ می‌گوید اگر روزی به عنوان تصمیم‌گیر قرار بگیرد، حتماً برنامه‌های مسکن (مانند مسکن مهر) را دنبال می‌کند، ولی اینبار برخلاف طرح مسکن مهر به سمت روش‌های تأمین مالی‌ای خواهد رفت که فشار بر پایه پولی کم باشد و این به دلیل آموختن از روش‌های جدید تأمین مالی هست که در دوره دولت نهم و دهم نمی‌دانسته یا امکانش نبوده است. او قبل از این در مصاحبه‌ای در سال ۱۳۹۶ در مورد مسائل مربوط به طرح مسکن مهر می‌گوید که رشد پایه پولی ناشی از روش تأمین مالی مسکن مهر (اقدامی منفی) را قبول دارد، ولی در پاسخ به منتقدان یادآور می‌شود که: «متوسط رشد نقدینگی در دولت آقای احمدی‌نژاد و در سال‌های اجرای مسکن مهر از متوسط رشد نقدینگی در همه دولت‌ها (بعد انقلاب)، از جمله دولت آقای روحانی کمتر شده است» و نقش رونقی که این طرح در ازای آن در کل اقتصاد ایجاد کرد را متذکر می‌شود و در ادامه بیان می‌کند که در مجموع طرح به درستی در هدایت نقدینگی به سمت تولید مسکن، آن هم طبقات متوسط و پایین جامعه موفق بود.
او در مصاحبه دیگری در پاسخ به گروهی از منتقدان که ادعا می‌کردند دلیل افزایش نقدینگی در اقتصاد ایران در سال‌های ابتدایی دهه ۹۰ طرح مسکن مهر بوده، یادآور می‌شود که بعد از سال‌های ابتدایی دهه ۹۰ اجرای این طرح (به شکل نسبی) تعطیل می‌شود، ولی رشد نقدینگی نه تنها کنترل نمی‌شود، بلکه با رخ دادن رکود اقتصادی، شدت نیز می‌گیرد. سپس سؤال می‌کند که وقتی سرمایه‌گذاری در مسکن مهر و پروژه‌های عمرانی نظیر آن (مثل اجرای طرح‌های کلان افزایش تولید و فرآوری گاز و نفت) در میانه دهه ۹۰ تعطیل شد، این پول کجا رفته است؟ و در جواب که تشریح وضعیت اقتصادی در این دوره است می‌گوید: «همه این مسائل به فرایند ناقص تجهیز و تخصیص منابع بازمی‌گردد؛ یعنی نقدینگی افزایش می‌یابد اما در بخش مسکن نمی‌رود.»

### گشت ارشاد و فیلترینگ اینترنت
او در اردیبهشت ۱۴۰۰ دربارهٔ گشت ارشاد می‌گوید: «تجربه نشان داده طرح موفقی نبوده و تقریباً هیچ‌کس هم الان از آن دفاع نمی‌کند.» وی می‌گوید حتی کسانی که در زمان دولت احمدی‌نژاد موافق آن بودند الان معترف هستند که طرح موفقی نبوده. وی می‌گوید که باید زمینه گفتگو در جامعه در مورد این مسائل را بیشتر باز کنیم. او معتقد است حجاب در قانون و فرهنگ ایران وجود دارد و باید این موضوع که فرهنگی و ارزشی است را با ایجاد زیرساخت‌های فرهنگی بهبود ببخشیم.
در مورد فیلترینگ اینترنت، وی معتقد است با تکنولوژی نمی‌توان برخورد (سخت) کرد و تکنولوژی نفوذ می‌کند و ما فقط می‌توانیم آن را به تأخیر بیاندازیم. به گفته وی بایستی همان ایده رهبری ایران عمل شود و (به‌جای فیلترینگ) خودمان تولید و تحلیل محتوا انجام دهیم و در این فضا جذابیت‌های بومی و فرهنگی خود را بالا ببریم.